# Liebe auf Finnisch
Liebe auf Finnisch (Originaltitel: Vuosaari) ist ein finnisches Filmdrama von Aku Louhimies aus dem Jahr 2012. Die Protagonisten des in acht unterschiedliche Handlungsstränge gegliederten Episodenfilmes verbindet die Suche nach Zuneigung und Anerkennung in der Tristesse des Alltags.
Der Film hatte am 3. Februar 2012 in Finnland Premiere. In Deutschland wurde er am 25. April 2014 auf Arte ausgestrahlt.

## Handlung
Der Film spielt im schneebedeckten Vorort Vuosaari der finnischen Hauptstadt Helsinki. Die acht einzelnen Episoden sind zeitlich ineinander verflochten und weisen partielle Überschneidungen auf.
- Milla ist eine junge Frau, die unbedingt berühmt werden möchte. Sie bewirbt sich als Sängerin, versucht sich als Model, obwohl sie nicht die entsprechenden Maße besitzt, und landet schließlich beim Pornofilm. Ihr Vater ist eher desinteressiert an ihrem Leben.
- Die Kriminellen Iiris und Make verbinden Geldnot und Suchtprobleme. Iiris launischer Charakter bringt Make nicht nur dazu, Robert zu verprügeln, sondern auch, einen Raubüberfall zu begehen. Damit hofft er, seine Schulden bei den Russen begleichen zu können.
- Der Amerikaner Robert vermisst auf einer Dienstreise seine Familie, trifft sich mit einer Prostituierten und wird von Make auf der Toilette einer Bar zusammengeschlagen.
- Lauri ist Arzt und gehört mit seiner Frau Sara zur „Upperclass“. Er ist frustriert über die Entfremdung von seiner Frau und durchlebt eine Affäre mit der Haushaltsangestellten Viivi. Als seine Frau dahinterkommt, kommt es zu einem skurrilen Saunabesuch zu dritt. Daraufhin verlässt Lauri seine Familie.
- Die an Krebs erkrankte, alleinerziehende Mutter Marika bereitet ihre kleine Tochter Aurora auf ihr mögliches Ableben vor. Sie wird von Lauri, dem verzweifelten Ehemann, behandelt.
- Pertti ist ein ambitionierter, aber erfolgloser Freizeitsportler. Er leidet an Übergewicht und wird mit Antidepressiva behandelt, seit seine Frau ihn verlassen hat. Sich der Widersprüchlichkeit bewusst, versucht er seinen Sohn Teemu zu einem erfolgreichen Menschen zu formen. Als dieser von zu Hause ausreißt, fällt Pertti in alte Essgewohnheiten zurück.
- Der Schüler Waltteri lebt gemeinsam mit seiner Mutter im selben Haus wie Milla. Von seinen Mitschülern wird er gemobbt. Seine Mutter hat ein Verhältnis und wenig Zeit für ihren Sohn. Als die Demütigungen seiner Schulkameraden ausufern, greift Waltteri schließlich zur Waffe.
- Der kleine Junge Aleksi liebt seinen Hund Max mehr als seine Mutter.

## Hintergrund

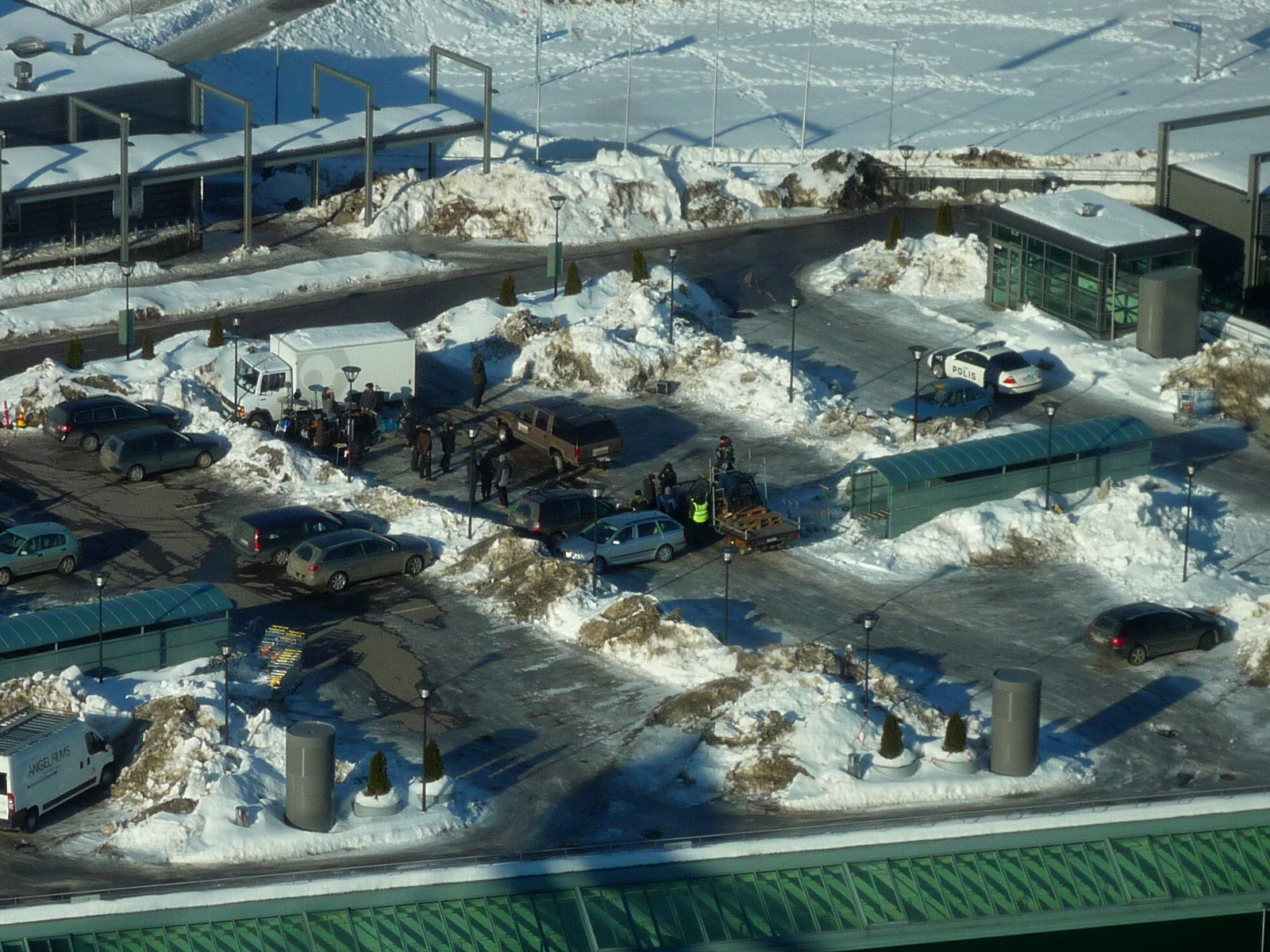
Dreh des Films in Helsinki

Der Film mit einem Budget von zirka 1,66 Millionen Euro wurde von Februar bis Mai 2011 sowohl in der finnischen Hauptstadt Helsinki wie auch im russischen St. Petersburg gedreht.
Die estnische Sängerin Lenna Kuurmaa steuerte das Titellied zum Film bei und spielt im Film die Rolle der Viivi, einer Estin in Finnland.

## Kritik
Laut den 56. Nordischen Filmtagen Lübeck wirft Aku Louhimies einen „erbarmungslosen Blick auf die finnischen Verhältnisse und beschwört dabei eine Atmosphäre der Einsamkeit, sozialen Kälte und latenten Gewalt herauf – jedoch nicht ohne Hoffnung“. Arte meinte, Louhimies fächere „in acht elegant miteinander verwobenen Geschichten einen Mikrokosmos auf, der sinnbildlich für das moderne Finnland“ stehe. Die Filmzeitschrift Cinema schrieb, die Episoden „zeichnen das Bild einer tristen sozialen Wirklichkeit: nicht erhebend, aber durchaus fesselnd“ und von „befremdlichem Reiz“.

## Auszeichnungen
Die Produktion wurde 2012 beim Filmfestival Festróia ausgezeichnet. Zudem wurde der Film mehrfach für den Jussi nominiert, darunter Bester Film, Beste Regie, Beste Kamera, Bester Schnitt sowie Beste Nebendarstellerin (Laura Birn). Beim Internationalen Filmfestival Moskau lief der Film im Wettbewerb um den Goldenen Georg.